# Операція в затоці Свиней
Операція в затоці Свиней, відома в Латинській Америці як висадка в затоці Кочінос (ісп. Invasión de Playa Girón або Invasión de Bahía de Cochinos, англ. Bay of Pigs Invasion) — невдала військова операція в Кубі, здійснена спонсорованою ЦРУ парамілітарною групою «Бригада 2506» 17 квітня 1961 року.
Це вторгнення було поразкою зовнішньої політики США. Його невдача зміцнила роль Кастро як національного героя та збільшила політичний розрив між двома колись союзними країнами. Воно також підштовхнуло Кубу ближче до СРСР, зробивши внесок у Карибську кризу 1962 року.

## Історична довідка
Куба століттями була частиною Іспанської імперії. Наприкінці 19-го століття кубинські революціонери-націоналісти повстали проти іспанського панування. Протистояння вилилось у три визвольні війни: Десятилітня війна (1868—1878), Мала війна (1879—1880), Кубинська війна за незалежність (1895—1898). Уряд Сполучених Штатів Америки був зацікавлений у поширенні власної гегемонії над Кубою, перлиною Іспанської колоніальної імперії, та бажав перетворити її на власну колонію, оголосивши війну Іспанській імперії, внаслідок чого розпочалась іспансько-американська війна (1898). Війська США вторглися на острів та змусили іспанську армію покинути його. 20 травня 1902 року новостворений уряд проголосив незалежну Кубинську республіку, а військовий губернатор зі США Леонард Вуд передав управління президенту Томасу Естарді Пальмі, народженому на Кубі громадянину США.

### Фідель Кастро і кубинська революція
У період від грудня 1956-го до 1959 року Кастро очолював партизанську армію проти військових сил диктаторського режиму президента Фульхенсіо Батисти. Він керував з військової бази в горах Сьєрра-Маестра. Репресії президента проти революціонерів принесли йому широку непопулярність, та в 1958 році його армія відступала. 31 грудня 1958 року Батиста склав повноваження та втік у вигнання до Домініканської Республіки. 
У січні 1959 року до влади на Кубі прийшов Фідель Кастро. США спробували встановити звʼязки з новою владою і навіть визнали уряд Кастро. Але відносини між країнами швидко зіпсувалися, оскільки Кастро у своїх промовах неодноразово засуджував США за їхні злочини на Кубі протягом попередніх 60 років. Кастро спочатку заявляв, що він не комуніст, проте діяв відверто комуністичними методами. Він націоналізував підприємства і компанії, якими володіли американці. У відповідь Вашингтон ввів торгове ембарго, яке триватиме багато років і буде діяти навіть у XXI столітті.

### Підготовка держперевороту ЦРУ
На початку 1960 року американський президент-республіканець Дуайт Ейзенхауер вирішив, що далі зволікати вже не варто, і доручив керівництву ЦРУ розробити план з повалення режиму Кастро. Позаяк у них був досвід подібних успішних операції, наприклад, державний переворот у Гватемалі в 1954 році.
У березні 1960 року ЦРУ представило свій план усунення Кастро від влади. Спочатку треба було розхитати ситуацію всередині країни: провести пропагандистську кампанію, обʼєднати й озброїти кубинську опозицію для ведення масштабної партизанської боротьби. Потім планували висадити десант неподалік міста Тринідад, що на південному узбережжі Куби. За підтримки авіації цей десант мав захопити й утримувати плацдарм на узбережжі. До нього повинні були приєднатися партизани із сусіднього гірського району Ескамбрей. Далі за планом ― сформувати тимчасовий опозиційний уряд, який би визнали США та проамериканські уряди Латинської Америки. Якщо й після цього не почалось би масштабне повстання проти Кастро, цей уряд міг би звернутися по військову допомогу до Сполучених Штатів.
У січні 1961 року президентом США стає Джон Кеннеді. 28 січня він разом з усіма основними відомствами був проінформований про останній план (під кодовою назвою «Операція Плутон»), який передбачав висадку 1000 осіб на Тринідаді, приблизно за 270 км на південний схід від Гавани.
4 квітня 1961 року Кеннеді схвалив новий план. Місце висадки десанту було змінено на пляжі, що межують із затокою Свиней у провінції Лас-Вільяс, за 150 км на південний схід від Гавани, та знаходилися далі від великих груп цивільного населення. Аеродром біля Плайя-Хірон мав достатньо довгу злітно-посадкову смугу. Оновлений план був менш «галасливим» у військовому плані, що нівелювало пряму участь США в акції.
Для висадки на Кубі була сформована «Бригада 2506» з кубинських мігрантів. Спочатку вона налічувала 28 осіб, яким сказали, що їхнє навчання оплачує анонімний кубинський емігрант-мільйонер, але незабаром новобранці здогадалися, хто оплачує рахунки, назвавши свого нібито анонімного благодійника «дядьком Семом». Уже за пів року набрали дві тисячі таких добровольців. Тоді для них за згоди місцевих проамериканських диктаторів облаштували табори у віддалених регіонах на узбережжі Гватемали та Нікарагуа. Для майбутнього десанту ЦРУ підготувало зброю, бронетехніку і флот «кубинських експедиційних сил» із пʼяти вантажних кораблів. У березні 1961 року в Маямі створили майбутній тимчасовий уряд — Кубинську революційну раду. Її очолив Хосе Міро Кардона — один з найближчих соратників Кастро, який за кілька місяців після приходу Фіделя до влади розчарувався в його політиці та втік з Куби. У разі успіху саме Кардона мав стати новим президентом, якого б визнали США.

### Перебіг операції
Уночі проти 17 квітня оперативники ЦРУ організували імітацію висадки десанту поблизу Баїя-Онда, провінція Пінар-дель-Ріо. Флотилія була обладнана гучномовцями й транслювала звуки та ефекти висадки морського десанту. Повідомлення про ці кораблі ненадовго виманили Фіделя Кастро із зони бойових дій у затоці Свиней.
Розвідка США прийняла коралові рифи за водорості, що призвело до пошкодження кораблів при заході до бухти. Через руйнацію кораблів частина атакувальників потонула, не діставшись берега. Атакувальників помітили кубинські бойовики. О 03:15 Фідель Кастро був проінформований про висадку десанту. На світанку, близько 06:30, кубинські повітряни сили почали атакувати кораблі, які все ще розвантажували війська. Корабель ВМС США Х’юстон був підбитий авіацією Кастро і береговими гарматами, коли більша частиною 5-го батальйону знаходилась на борту. Бійці 5-ї роти змогли вибратися на берег, але багато хто був беззбройний, і через відсутність керівництва вони так і не стали боєздатним підрозділом. Х’юстон горів декілька днів, позбавивши бригаду значної частини вантажу та медикаментів. 

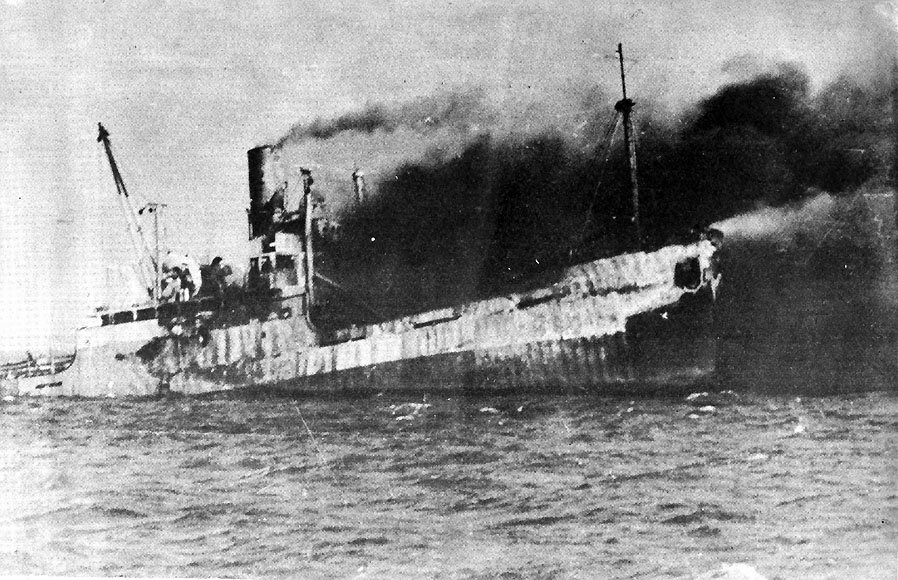
Корабель Х’юстон зазнав пошкоджень.

Близько 08:30 висадка на пляж закінчилась.
177 десантників на парашутах було скинуто на північ від Плая Ларга із задачею заблокувати єдину дорогу біля села Аустралія, що вела до місця висадки. Але техніка та частина десантників застрягли в болотах. Десант зі своїм завданням не впорався.
До полудня дня «Д» для нападаючої сторони ситуація складалась катастрофічно. Люди були затиснуті на плацдармах, а лінії постачання були тимчасово перервані, коли кораблі повернулися в море. Зв'язок був обмежений, більшість повідомлень надсилали бігуни. Кастро спрямовує свої головні сили з півночі, вздовж дороги і залізничного полотна з Аустралія до Плайя Ларга. Тривалої атаки в таких умовах бійці «Бригади 2506» не могли витримати.
Близько 14:30 339-й батальйон кубинської армії зайняв позицію та почав розгортати міномети, коли потрапив під нищівний вогонь. Танки M41 Walker Bulldog та бомбардувальники B-26B знищили більшість із 968 захисників. Цей епізод увійшов до кубинської історії під назвою "Бійня загубленого батальйону" (англ. "Slaughter of the Lost Battalion").
Мережа агентів ЦРУ та підпілля на Кубі змарнували потенціал повстання. Деякі з агентів отримали інформацію про вторгнення близько опівдня та не змогли здійснити диверсії через масову кубинську мобілізацію. Через заблоковані таємні сили ЦРУ втратило можливість відволікти військові сили Кастро, які сфокусували свої зусилля на плацдармі.
У ніч на 18 квітня оборонці пляжу відбивались від наступаючих сил кубинської армії, сподіваючись на підкріплення. Але кораблі більше не підходили до пляжу. Вночі о 2:30 шість американських бомбардувальників B-26Bs вилетіли в бік Куби з метою знищити літаки, що базувалися на землі. Але були вимушені скасувати операцію через туман та низьку хмарність.
18 квітня офіцери «Бригади 2506» змогли зустрітись та оцінити ситуацію. Війська Кастро наступали з трьох напрямків, війська на пляжі страждали від нестачі боєприпасів, шохвилини очікували на напад з півночі. Капітан десантного корабля Blagar пропонував евакуювати залишки війська, але командир Сан-Роман (ісп. Peréz San Román) відповів: "Я не буду евакуюватись. Ми будемо битись до кінця, якщо буде потрібно."
Бійці Бригади 2506 перебували під постійними атаками з боку кубинської авіації. Підготовлені ЦРУ кубинські пілоти не могли їм протистояти через сильну втому. Тому їх замінили американські пілоти з лав ЦРУ, не попередивши президента. Тільки через два роки президент дізнався, що 4 американські пілоти загинули в той день. О другій половині дня шість американських бомбардувальників атакували велику колону, що рухалась до села Плая-Хірон, зупинивши її та завдавши втрат у кількості 1800 загиблих.

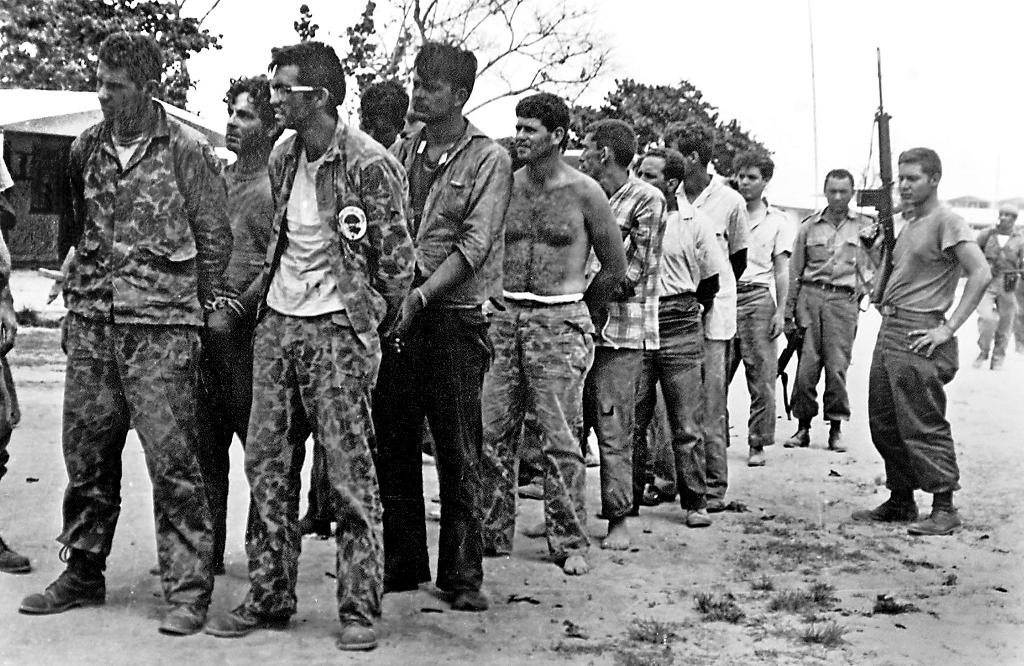
Атакувальники здаються кубинським солдатам (20 квітня, 1961).

Залишки бійців Бригади 2506 пережили 18 квітня без великих подій. Вони не бачили атак авіації та вважали, що їх покинули. Війська Кастро оточили їх з трьох боків та продовжували тиснути на периметр плацдарму, що поступово зменшувався. Але кубинська армія не прагнула до тотального наступу на будь-якому фронті; ця відсутність агресивності відображала повагу до бригади, яку вони здобули під час перших боїв. Припаси, що їх скидали американська авіація, були віднесені вітром у болота. Але половина з вантажу все ж таки дісталась бійцям, що перебували на пляжі.
19 квітня кораблі підтримки розглядали можливості висадки підкріплення, але ЦРУ наказало екіпажу «Блага» відступити і зустрітися в точці за 60 миль на південь від Блу-Біч. Це була остання можливість поповнити запаси бригади. З чотирьох американських бомбардувальників B-26B, що вилетіли до Куби з американської бази в Пуерто-Кабесас, тільки один зміг вразити цілі та повернутись. В одного виявились проблеми з двигуном, що змусили його повернутись до бази, два інших було збито. У цей час транспортний літак C-46 зміг сісти на аеродромі біля села Плая-Хірон із вантажем боєприпасів, мап, комунікаційного обладнання. Літак забрав одного пораненого льотчика. Це був єдиний випадок використання аеродрому за весь час операції.
Залишки бійців Бригади 2506 здійснили зухвалу контратаку на кубинські війська на сході та змогли посунути переважаючі війська супротивника. Проте через нестачу амуніції та загальну втому вони були змушені відступити одразу після атаки. У той час кубинські війська просувались із західного напрямку при підтримці танків. Офіцер Сан-Роман відправив останнє повідомлення до корабля «Блага»: "Знищую всю свою техніку і зв'язок. Танки в полі зору. Не маю чим воювати. Відходжу до лісу. Не можу вас чекати." Коли ескадрений міноносець USS Eaton підійшов до берега, щоб оцінити положення, штурмової бригади 2506 вже не було і плацдарм впав.
Спочатку кубинський уряд повідомляв про втрати своєї армії у 87 загиблих і набагато більше поранених протягом трьох днів конфлікту. Пізніше кількість загиблих була переглянута до 140, а згодом до 161. Однак ці цифри стосуються лише втрат кубинської армії і не включають ополченців та озброєних цивільних лоялістів. За найбільш поширеними оцінками, загальна кількість загиблих, поранених і зниклих безвісти ополченців, які боролися за Республіку, становить близько 2000 осіб (дехто вважає, що до 5000). Відомі втрати бригади становлять 104 загиблих і ще кілька сотень поранених.

### Наслідки
Для США операція обернулась повним провалом ― військовим і, найголовніше, політичним. Кастро влаштовував публічні суди над полоненими учасниками «Бригади 2506», де вони зізнавалися, як їх вербувало ЦРУ.
Близько 1202 членів Бригади 2506 було захоплено в полон. Дев'ятеро з них вмерли під час транспортування до Гавани. 8 вересня було винесено вирок 14 нападникам, звинуваченим у катуванні, вбивствах та інших злочинах, що були скоєні ще до операції в затоці Свиней. П'ятьох було страчено. Ще дев'ятьох позбавили волі на 30 років. Через 20 місяців усі засланці, окрім дев'яти, були звільнені і повернулися до США в обмін на продовольство і медикаменти на суму 53 мільйони доларів США.
Вторгнення в затоку Свиней підготувало ґрунт для Карибської кризи і зробило значний внесок у зростання напруженості у відносинах між США та СРСР.

## Згадки у масовій культурі
- Шведський power-metal гурт Civil War присвятив операції у затоці Свиней однойменну пісню "Bay of Pigs" (альбом Gods & Generals)